# Anton Nettelblad

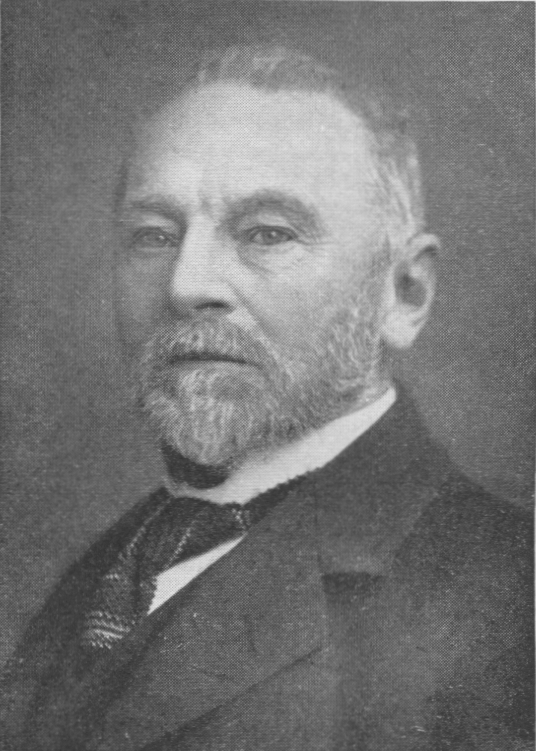
Anton Nettelblad.

Per Anton Viktor Nettelblad, född 15 september 1852 i Stockholm, död där den 29 november 1942, var en svensk läkare.  
Nettelblad blev medicine licentiat 1880, var sjukhusläkare vid Garnisonssjukhuset i Stockholm 1880–1882, blev bataljonsläkare 1880, regementsläkare 1897, överfältläkare 1906 och chef för Arméförvaltningens sjukvårdsstyrelse 1908. Han blev generalfältläkare 1914 och erhöll avsked 1917.
År 1910 utnämndes Nettelblad till medicine hedersdoktor vid Karolinska institutet. Han invaldes som  ledamot av Krigsvetenskapsakademiens andra klass 1907 och av dess första klass 1908. Nettelblad blev kommendör av första klassen av Vasaorden 1912 och av Nordstjärneorden 1916. Han vilar på Norra begravningsplatsen utanför Stockholm.